# Calvin Newborn
Pour les articles homonymes, voir Newborn.
Calvin Newborn, né le 27 avril 1933 à Whiteville (Tennessee) et mort le 1er décembre 2018 à Jacksonville (Floride), est un guitariste américain de jazz.

## Biographie
Il s'agit du frère cadet du pianiste Phineas Newborn Jr.
Les deux frères commencent leur carrière avec leur père Phineas Newborn Sr, batteur et chef d'orchestre. Installés dans la ville de Memphis, ils se produisent régulièrement et enregistreront notamment quelques titres avec un autre débutant en 1949 : BB King (Miss Martha King, When Your Baby Packs Up and Goes). On les retrouve avec BB King encore en 1951, ainsi qu'avec l'harmoniciste Walter Horton ou avec Jackie Brenston. (qui contribuera à l'un des premiers tube du rock-and-roll, Rocket '88').
Calvin Newborn accompagna son frère à ses débuts et figure sur les premiers enregistrements du pianiste à la fin des années 1950. On peut l'entendre dans les albums Here's Phineas (1956, avec Oscar Pettiford et Kenny Clarke), Phineas Rainbow (1956 avec George Joyner et Philly Joe Jones) et Fabulous Phineas (1958, avec George Joyner et Denzil Best). Ils se retrouveront une dernière fois en studio le temps de quelques morceaux en avril 1959 (album Down Home Reunion).
Il enregistrera avec des musiciens tels que Wild Bill Davis, Lionel Hampton, Earl Hines, Jimmy Forrest, Hank Crawford, Philly Joe Jones et bien d'autres, parfois sous le nom de Calvin Newborne.

## Discographie

### En tant que leader
- Centerpiece avec Hank Crawford (Buddah, 1980)
- From the Hip (Rooster [later known as 'Rooster Blues'], 1983)
- Up City! (Omnivarious Music, 1998; reissue: Yellow Dog, 2005)
- New Born (Yellow Dog, 2005)
- Clazz (Classical Jazz) avec Kenny Levine (Omnifarious, 2011)

### Comme sideman
Avec Phineas Newborn Jr
- Here is Phineas (Atlantic, 1956)
- Phineas' Rainbow (RCA Victor, 1957)
- While My Lady Sleeps (RCA Victor, 1957)
- Fabulous Phineas  (RCA Victor, 1958)
- A World of Piano! (Contemporary, 1962)

Avec d'autres
- Hank Crawford, Midnight Ramble (Milestone, 1983)
- Lou Donaldson, Lou Donaldson at His Best (Cadet, 1967)
- Lou Donaldson, Ha' Mercy (Cadet, 1971)
- Jimmy Forrest, Sit Down and Relax with Jimmy Forrest (Prestige, 1961)
- Jimmy Forrest,  Soul Street (New Jazz, 1964)
- Al Grey, Having a Ball (Argo, 1963)
- Lionel Hampton, The Many Sides of Hamp (Glad-Hamp, 1961)
- Earl Hines, Earl's Pearls (MGM, 1960)
- Linda Hopkins, How Blue Can You Get (Palo Alto, 1986)
- Howlin' Wolf, Sings the Blues (Crown, 1962; reissue: Ace, 2004)
- Bobby Hutcherson, The Al Grey & Dave Burns Sessions (Lone Hill Jazz, 2004)
- B.B. King, King of the Blues (MCA, 1992)
- Booker Little, Booker Little 4 & Max Roach (United Artists, 1959)
- Freddie Roach, All That's Good (Blue Note, 1965)
- Sun Ra, Secrets of the Sun (El Saturn, 1965)
- Jimmy Witherspoon, Midnight Lady Called the Blues (Muse, 1986)